# Family over Everything
Family over Everything — компіляція американського репера Lil Durk та гіпгоп-лейблу Only the Family, видана ними разом з Alamo Records 11 грудня 2019 р. Є третьою збіркою Only the Family.
Обкладинка містить схему лейблу, стилізовану під схему ієрархії банди. 9 жовтня 2024 року матір чиказького репера Карлтона «FBG Duck» Віклі подала позов проти Lil Durk, спадкоємців загиблого King Von та OTF за протиправну смерть її сина, члена ворожої банди, убитого біля стрипцентру в районі Ґолдкоуст (Чикаго) 4 серпня 2020 року. За позовом, Дерк і його лейбл OTF «наживалися на смерті Віклі через недбалість і неправомірні дії». Обкладинку Family over Everything подано для ілюстрації твердження, ніби OTF — «корпорація та музичний лейбл, який слугує осередком для злочинного угруповання й вуличної банди O-Block».

## Список пісень
| #     | Назва                                             | Автор                                                                | Продюсер(и)               | Тривалість |
| ----- | ------------------------------------------------- | -------------------------------------------------------------------- | ------------------------- | ---------- |
| 1.    | «Gang Forever» (Lil Durk, JusBlow600 та King Von) | Дерк Бенкс Джастін Мітчелл Дейвон Беннетт Даррелл Джексон            | Chopsquad DJ              | 2:29       |
| 2.    | «High Tolerance» (Lil Durk з участю NLE Choppa)   | Бенкс Брайсон Поттс Андре Невес Девід Вейґа Джанні ван ден Бром      | Magestik Niaggi           | 2:26       |
| 3.    | «Brazy Krazy» (Lil Durk)                          | Бенкс Норріс Бучанан Річард Норріс                                   | Flight Klub               | 2:30       |
| 4.    | «Career Day» (Lil Durk з участю Polo G)           | Бенкс Торус Бартлетт Еріс Сендовел                                   | Sonic                     | 2:39       |
| 5.    | «They Be Talkin'» (Lil Durk з участю King Von)    | Бенкс Беннетт Джеремі Дакворт                                        | Super                     | 2:48       |
| 6.    | «The Hood» (Booka600)                             | Даронтез Мейо Джон Лем Тайлер Мелайн Лоґан Форсайт                   | Lam Trademark ABOnTheBeat | 3:11       |
| 7.    | «Blika Blika» (Lil Durk)                          | Бенкс Ентоні Бічен Двен Ейвері Майкл О'Браєн                         | 12Hunna DY KidWond3r      | 2:04       |
| 8.    | «On Stone» (C3)                                   | Карлі Кессіді Томас Сандерс Джеймс Меддокс                           | Based Kash Maddocks       | 1:42       |
| 9.    | «Riot» (Lil Durk і Booka600 з участю G Herbo)     | Бенкс Мейо Герберт Райт III Тчакалла Ромео ван ден Бром Деніс Берґер | Gunboi Niaggi Pvlace      | 3:02       |
| 10.   | «This a Story» (King Von)                         | Беннетт Джексон                                                      | Chopsquad DJ              | 2:26       |
| 11.   | «Fake Love» (Lil Durk з участю Lil Tjay)          | Бенкс Тіон Меррітт Тоні Сан                                          | Richie Souf               | 3:22       |
| 12.   | «Whole Lotta» (Lil Durk)                          | Бенкс Сендовел                                                       | Sonic                     | 2:45       |
| 13.   | «Better» (MK)                                     | Мелік Кі Янн Ґрендфілз                                               | Yenn Beats                | 3:17       |
| 14.   | «One Mo Chance» (Lil Durk)                        | Бенкс Деміон Вільямс Віллі Берд                                      | DJ Swift Will-A-Fool      | 3:00       |
| 15.   | «Bad Bitch» (OTF Ikey)                            | Майкл Паттерсон Едріан Епплбай Брюс Біллінґі                         | Big A Jaggerwerks         | 2:02       |
| 16.   | «Hang Out» (Doodie Lo й Memo600)                  | Девід Солсберрі Мелвін Ґріффін Реймонд Геррінґ Вінсент Бойлз         | Deltah Beats Rott         | 2:06       |
| 41:45 |                                                   |                                                                      |                           |            |

## Чартові позиції
| Чарт (2019)                            | Найвища позиція |
| -------------------------------------- | --------------- |
| США Billboard 200                      | 93              |
| США Top R&B/Hip-Hop Albums (Billboard) | 42              |